# Budapešťská iniciativa
Budapešťská iniciativa (Budapest Open Access Initiative; BOAI) je prohlášení o principu, strategii a závazku otevřeného přístupu k odborné literatuře. Toto prohlášení bylo veřejně zveřejněno 14. února 2002. Iniciativa byla přeložena celkem do 14 světových jazyků. Na 10. výročním setkání, v roce 2012, byla originální iniciativa aktualizována a doplněna o sadu doporučení pro dosažení otevřeného přístupu v příštích 10 letech.

## Otevřený přístup
Otevřený přístup se tedy snaží o trvalý a bezplatný přístup k dokumentům v online podobě bez ohledu na uživatele, jeho zázemí, podmínky, nebo jiné faktory. Dokumenty jsou dostupné bezplatně, ačkoliv nemuseli být za tímto účelem vytvořeny. Vlastník copyrightu tímto dává jednoznačné svolení ke čtení, stahování, kopírování, sdílení, ukládání.

## Historie BOAI

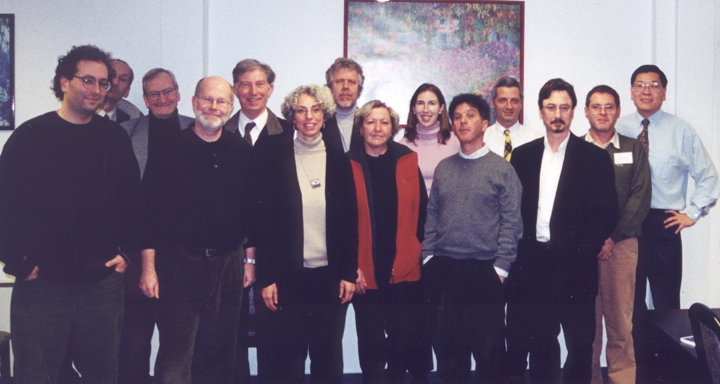
Účastníci konference o Otevřeném přístupu 1. prosince 2001

Budapešťská iniciativa byla vytvořena na konferenci o otevřeném přístupu k informacím. Konference, kterou svolal Open Society Institute (dnes Open Society Foundations), probíhala 1. a 2. prosince roku 2001. Setkání se konalo za účelem zpřístupnit vědecké články ve všech akademických oborech v dostupné formě volně na internetu. Iniciativu podepsali účastníci konference, tisíce jednotlivců a organizací z celého světa. Reprezentovali zde jak akademickou obec, tak organizace s ní spojené.
Původ myšlenky otevřeného přístupu lze nalézt i v minulosti. Jedná se o myšlenky spojené s počátky vydávání tištěné produkce a zaváděním inovativních technik do procesu publikování.

## Definice a strategie Iniciativy
Dokument obsahuje jednu z prvních a nejčastěji využívaných definic pro otevřený přístup. Nejjednodušeji lze otevřený přístup charakterizovat jako: „Stálý, online přístup k plným textům materiálů, volně pro všechny uživatele.“
Termín Open Access je v rámci Iniciativy popisován a chápán jako: „Zajištění otevřeného a volného přístupu k plným textům na internetu. Dovolující uživatelům číst, stáhnout, kopírovat, distribuovat, tisknout, vyhledávat nebo propojovat plné texty článků. Jejich procházení pro indexaci, zaznamenávání ve formě dat v počítačových programech, nebo jejich užití pro jakýkoliv další zákonný účel. To vše bez finančních, právních nebo technických překážek. Zároveň byl snahou i samotný přístup k internetu.“  Další podmínka se vztahuje k omezení reprodukce děl. Jediná omezení k reprodukci (a další distribuci díla) v rámci daného oboru může dát pouze autor. Ten zodpovídá za integritu svého díla, které bude náležitě uznáno a citováno.
Mezi přínosy otevřeného přístupu lze zařadit několik faktorů. Pět nejhlavnějších je: Zrychlení výměny vědeckých informací, Rozšíření dostupnosti vědeckých informací, Zvýšení viditelnosti vědeckých informací a Rozšíření čtenářské základny.

## BOAI a výroční shromáždění

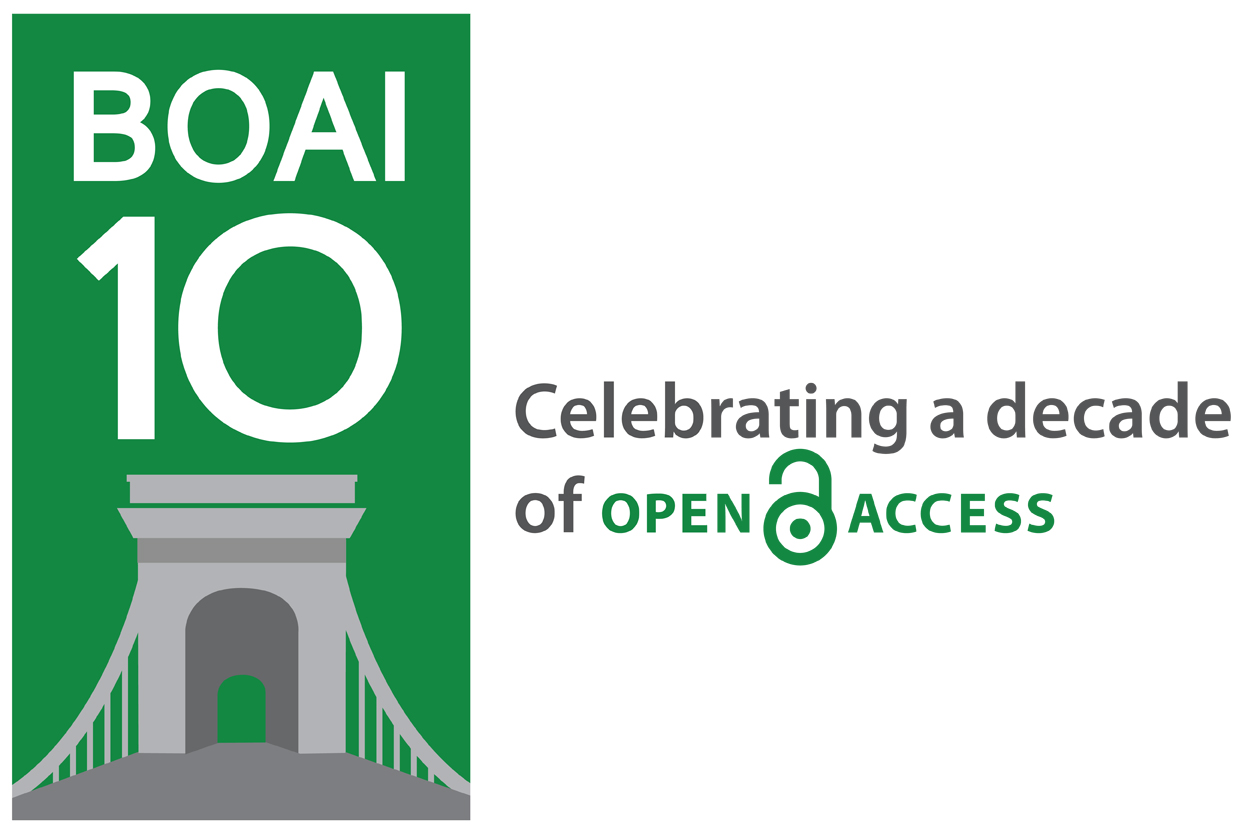
logo 10. výročí BOAI

K aktualizaci a možné diskuzi o pokrocích otevřeného přístupu byly pořádány shromáždění spolu s konferencemi. V roce 2012 se konala 7 měsíců dlouhá konference k desátému výročí (BOAI 10). Účastníci zde znovu potvrdily znění Iniciativy a přednesly konstruktivní návrhy k dalším postupům.
Konference k patnáctému výročí, v roce 2017 (BOAI 15), se zabývala mezinárodním dopadem Otevřeného přístupu a jeho mezinárodní podporou. Definovali zde termín „open access“ a tato definice se později stala oficiální.
Roku 2022 proběhla konference k dvacátému výročí (BOAI 20). Byly zde představena nová doporučení postavená na originálních principech, současných okolnostech a příspěvcích zúčastněných stran.

## Otevřený přístup v ČR
Politikou otevřeného přístupu se začala zabývat Rada pro výzkum, vývoj a inovace. Rada 28. února 2014 schválila doporučení vypracovaná pracovní skupinou pro otevřený přístup. Výzkumné organizace by měly: spolupracovat na vybudování národní politiky, podporovat budování online repositářů k ukládání vědeckých článků a otevřených dat, stanovit odpovídající povinnosti pro své výzkumné pracovníky v souvislosti s publikací vlastních článků v režimu otevřeného přístupu. V České republice se otevřený přístup začal popularizovat ve sféře vysokých škol. Otevřený přístup se dá využít jak při psaní akademických textů, tak i závěrečných prací, úkolů, rešerších a vytváření dalších odborných textů. Univerzity otevřený přístup využívají při tvorbě internetových rozhraních knihoven a digitálních rozhraní zdrojů. Masarykova univerzita na tomto principu poskytuje svým studentům službu MUNI Discovery. O využívání otevřeného přístupu se přehledně píše například v elektronickém časopisu IKAROS.